# Triplophos hemingi
Triplophos hemingi és una espècie de peix pertanyent a la família dels gonostomàtids i l'única del gènere Triplophos.

## Descripció
- Pot arribar a fer 36 cm de llargària màxima.
- És de color marró groguenc amb l'abdomen i el cap negres. Aletes incolores.
- Tronc curt i cua llarga.
- 10-12 radis tous a l'aleta dorsal i 53-67 a l'anal.[6][7][8]

## Depredadors
A Namíbia és depredat per Merluccius capensis i Merluccius paradoxus, mentre que als Estats Units ho és per Merluccius albidus.

## Hàbitat
És un peix marí, oceanòdrom i batipelàgic que viu entre 200 i 2.000 m de fondària.

## Distribució geogràfica
Es troba a les aigües tropicals de tots els oceans (fins a 18°S de latitud a l'Atlàntic oriental).

## Observacions
És inofensiu per als humans.